# Erastria sordida
Erastria sordida är en fjärilsart som beskrevs av W. Warren 1896. Erastria sordida ingår i släktet Erastria och familjen mätare. Inga underarter finns listade i Catalogue of Life.